# Zatykó Gyula
Zatykó Gyula (Nagyvárad, 1960. május 11. –) romániai magyar politikus, az Erdélyi Magyar Néppárt (EMNP) alelnöke. Nős, két lánygyermek (Csenge,Dalma) édesapja.

## Életpályája

### Tanulmányok
1980-ban érettségizett a mai Ady Endre Elméleti Líceum matematika-fizika szakán. 1980–1986 között a Temesvári Műszaki Egyetem hidraulikus gépek, gépészmérnöki szakán államvizsgázott, majd 1996–1997 között az angliai The Open University – Milton Keynes intézetében "the effective manager" vezetői bizonylatot szerzett.

## Tevékenysége
Számos cégben dolgozott szakmájában. 1986-1987 között tervező mérnök az IUPS-nél, Botoșánban, 1987-1990 között beruházási vezető az AEICIP-nél, Székelyhídon. Később a magánszférában folytatja, így 1990-2000 között a nagyváradi Integral Kft., majd 2000 és 2007 között az Integral Trade Kft. tulajdonos-ügyvezető igazgatója. Műszaki tanácsadóként 2007-2010 között a Pulbertek Kft., 2010-től a Neokem Kft. munkáját segíti.

### Politikai tevékenysége
- 2004-2008: Magyar Polgári Szövetség (MPSZ) Bihar megyei elnökségi tag
- 2008-2009: Magyar Polgári Párt (MPP) nagyváradi szervezetének elnöke
- 2008-2011: Erdélyi Magyar Nemzeti Tanács (EMNT) Bihar megyei szervezetének elnökségi tagja
- 2007: Tőkés László egyéni EU-parlamenti képviselőjelölt „Unió, Erdéllyel!” kampánystábjának tagja
- 2009: Tőkés László európai parlamenti választási kampánystábjának tagja
- 2011: az EMNP alapító tagja és megbízott elnökhelyettese, Bihar megyei elnöke
- 2012. február 25-én az EMNP I. Országos Küldöttgyűlése a párt alelnökévé választja
- 2017 . novemberétől Ilie Bolojan, majd Florin Birta nagyváradi polgármesterek magyar ügyekért is felelős tanácsadója.